# Philippe Boissevain
Philippe Ronald Peter Boissevain (nacido el 18 de octubre de 2000) es un jugador de críquet holandés.

## Carrera profesional
En septiembre de 2019, Boissevain fue nombrado en el equipo holandés para el torneo clasificatorio para la Copa del Mundo ICC T20 2019 en los Emiratos Árabes Unidos. El 20 de mayo de 2021, hizo su debut en el cricket One Day International con Holanda contra Escocia.